# Boross Mihály (író, 1877–1944)
Boross Mihály, Weiner Miksa (Kiscell, 1877. december 30. – ?, 1945. január 8.) író, újságíró, forgatókönyvíró, esztéta, MÁV-főmérnök, MÁV-felügyelő, asztrológus, az Esti Kurir művészeti és színházi kritikusa.

## Életútja
Boros (1876-ig Weiner) Salamon kántor és Klein Nanett fia. Tanulmányait Budapesten végezte, a József Műegyetemen szerzett mérnöki oklevelet 1903-ban, Boros Miksa néven, ezután néhány évig vidéken dolgozott mérnökként. Érettségi után, 1896-ban már újságírói pályán volt, 1897-től a Budapesti Naplónál dolgozott. Minden írói munkássága a színpaddal volt kapcsolatos. Ebben az időben már drámákkal is kísérletezett, rendezői színjáték-tanulmányokat végzett, színpadi munkásként és statisztálás révén első forrásból merítette a színpad technikai berendezésének, a drámák színpadi életrekelésének tudását. Közel kétesztendős ilyen tanulmányok hatása jótékonyan befolyásolják későbbi munkáit, amelyeknek mindén egyéb tulajdonságain kívül a színszerűség a főértékük. Színpadművészeti cikkei, tanulmányai kötetekre rúgnak. Legelső drámáját, A betörőt 1903-ban írta. Mult, Őnagysága arcképe, Mah-Jong, Keresztes-pók, A költő, János című művei az eszmei dráma irodalom szolgálatában születtek. Írt fantasztikus regényeket: A kék hattyú, Noe barlangja, A harmadik testamentum, Az anyaföld, A kakuk, Az ész sztrájkja. Filmeket: Veszélyben a pokol, Lavina; verseket, novellákat és színházi vonatkozású cikkeket, kritikákat. Lelkes, önzetlen munkása volt minden színpadot és színésztársadalmat érdeklő mozgalomnak és fáradhatatlan harcosa a magyar művészi színház megteremtését célzó mozgalomnak, s buzdító barátja minden új és művészi jelenségnek, támogatója a fiatal törekvéseknek. Kritikáiban a legkisebb, a legjelentéktelenebb szerep éppen úgy kap elismerést, ha az művészi munka, mint ahogy a legnagyobb színpadi munka hibáit is észreveszi, s azt a hozzászólás finomságával jegyzi meg. Írásainak súlyát, megbecsülését jellemzi, hogy kritikáit még azok is szeretettel fogadják, akiket hibáikkal együtt említ meg. A költő című poétikus drámáját 1929. május 7-én mutatta be az Uj Színház. A Magyar színművészeti lexikon munkatársa volt. 1923 és 1944 között az Esti Kurír színikritkusa volt. Forgatókönyveiből Balogh Béla rendezett filmeket. 1945. január 8-án nyilas brigantik golyója végzett vele. 

## Magánélete
Házastársa Hódosi Irén (1873–1951) volt, Hódosi Bernát és Mondschein Cecília lánya, akit 1910. november 10-én Budapesten, a Terézvárosban vett nőül. Örökbefogadott fia Boros László újságíró volt.

## Fontosabb művei
- Homályban. Versek. (Budapest, 1900)
- Pünkösdi királyság. – Az ékszer. Elbeszélések. (Budapest, 1904)
- A tennis. Pályaépítés, játéktechnika. (Budapest, 1910)
- A kék hattyú. 1–2. köt. Regény. (1–4. kiad. Budapest, 1914–1915)
- Noé barlangja. Regény. A kék hattyú második része. (Budapest, 1918)
- A harmadik testamentum. Fantasztikus regény két kötetben. (1–5. kiad. Budapest, 1918)
- Jorio könyve a horoszkópkészítésről és az emberi sorsról, melyet az asztrológia csillagjóslás alapján magyaráz. A címlap Kún Mihály munkája. (Budapest, 1921; új kiad. 1936)
- Az álom természetrajza, jelentősége és magyarázata. (Budapest, 1923)
- Az ész sztrájkja. Fantasztikus reg. A címlap Scheiber Hugó munkája. (Budapest, 1929; 3. kiad. 1930?)
- A bűvös szoknya. Regény. (Budapest, 1935)
- A Kanálosi ház. Regény Kisfaludy Károlyról. (A magyar irodalom jelesei. Budapest, 1938)
- Jorio asztrológiai álmoskönyve az ősrégi anyag alapján, a lélektani kutatások, a freudi elmélet és a legújabb adatgyűjtés felhasználásával. (Budapest, 1943)
- filmforgatókönyvei: Veszélyben a pokol. (1921)
- Lavina. (1922)
- A költő. Színmű. (Bem.: Új Színház, 1929. máj. 7.)